# Municipio de Liberty (condado de Fulton)
El municipio de Liberty (en inglés: Liberty Township) es un municipio ubicado en el condado de Fulton en el estado estadounidense de Indiana. En el año 2010 tenía una población de 1614 habitantes y una densidad poblacional de 13,19 personas por km².

## Geografía
El municipio de Liberty se encuentra ubicado en las coordenadas 40°57′26″N 86°14′35″O / 40.95722, -86.24306. Según la Oficina del Censo de los Estados Unidos, el municipio tiene una superficie total de 122.35 km², de la cual 121,51 km² corresponden a tierra firme y (0,69 %) 0,84 km² es agua.

## Demografía
Según el censo de 2010, había 1614 personas residiendo en el municipio de Liberty. La densidad de población era de 13,19 hab./km². De los 1614 habitantes, el municipio de Liberty estaba compuesto por el 98,64 % blancos, el 0,19 % eran amerindios, el 0,12 % eran asiáticos, el 0,43 % eran de otras razas y el 0,62 % eran de una mezcla de razas. Del total de la población el 1,3 % eran hispanos o latinos de cualquier raza.